# Hermano VI de Baden-Baden
Hermano VI de Baden-Baden (em alemão:  Hermann VI.; ca. 1226 – 4 de outubro de 1250) foi um nobre alemão pertencente à Casa de Zähringen, marquês de Baden-Baden e marquês titular de Verona de 1243 até à sua morte.

## Biografia
Hermano VI era o filho de Hermano V e de Irmengarda, filha de Henrique V, Conde Palatino do Reno. Sucedeu a seu pai, como marquês de Baden-Baden, a 16 de janeiro de 1243.
Em 1248, casou com Gertrudes da Áustria, sobrinha do último membro masculino da Casa de Babemberga, o duque Frederico II da Áustria (1230–1246) e, com base nesse casamento, reclamou os ducados da Áustria e da Estíria, entregando o governo de Baden-Baden ao seu irmão mais novo Rodolfo.
Contudo, ele teve que enfrentar um forte opositor, o rei Otocar II da Boémia que, em 1252, casara com a irmã do falecido Duque Frederico II, Margarida para legitimar as suas pretensões.
De acordo com o Privilegium Minus, emitido pelo imperador Frederico Barba-ruiva em 1156, os territórios austríacos poderiam ser reclamados por descendência feminina, e Hermano VI chegou a obter o explícito consentimento do Papa Inocêncio IV. Apesar disso, o Marquês de Baden-Baden e o seu filho (que também se chamava Frederico, não conseguiram impor-se nem na Áustria nem na Estíria, dada a resistência da nobreza local, que preferia Otocar.
Por fim, nenhum dos dois rivais conseguiu obter os ducados, que acabaram por reverter para a Casa de Habsburgo, na pessoa do rei Rodolfo I da Germânia, logo após a morte de Otocar I na Batalha de Marchfeld, em 1278.
Hermano VI, não era particularmente popular entre a nobreza e era muito severo no seu próprio país. Depois da sua morte, a viúva tentou fazer uma doação pelos danos ao mosteiro de Altenburgo, perto de Horn.
Após sua morte prematura em 1250, correram rumores de que ele fora envenenado, mas não há evidências disso. Hermano foi sepultado na Abadia de Klosterneuburgo.

## Casamento e descendência
Hermano VI e a a sua mulher, Gertrudes da Áustria, Tiveram dois filhos:
- Frederico I (Friedrich) (1249-1268);
- Inês (Agnes) (1250-1295), que casou primeiro com o Duque Ulrico III da Caríntia e, em segundas núpcias, com o conde Ulrico de Heunberga.